# Ohana to Chocolate
Ohana to Chocolate (お花とチョコレェ Ohana to Chokoree?, lit. Flores y chocolate) es un manga de género yaoi escrito e ilustrado por Fuwa Shinri. Fue publicado en la revista Be x Boy Gold de Seiji Biblos en 2003. La historia tiene lugar durante la era Taishō de Japón.

## Argumento
Makoto perdió a su madre por una enfermedad y ha estado viajando para encontrar a su padre del que ha estado separado toda su vida. Hambriento y con todas sus pertenencias perdidas, es encontrado por Ozaki quien decide ayudarle en la búsqueda y enseñarle muchas cosas. A medida que va aprendiendo, Makoto se va convirtiendo en un pequeño caballero así que no puede evitar sentirse atraído por Ozaki quien le está enseñando tanto... ¿Será capaz de encontrar a su padre? ¿Pasará algo entre Ozaki y Makoto?

## Personajes
| Personajes        | Sinopsis de personajes |
| ----------------- | --- |
| Iwashita Makoto   | Es el protagonista de la historia. Un chico de 15 años, dulce, así como inocente, inseguro, ingenuo y despistado. Su comida favorita es el Omu-rice. Es el hijo de una japonesa y un inglés y debido a esto es que sus ojos son de diferente color. Perdió a su madre recientemente por una enfermedad y viajó desde Osaka a la capital para encontrar a su padre, aunque sin mucha suerte. Luego de que Ozaki le ofreciera quedarse en su casa, mientras le ayuda a encontrar a su padre, comienza a estudiar, cosa que no pudo hacer cuándo vivía con su fallecida madre y es así como tres meses después de estar bajo la enseñanza y cuidado de Ozaki, Makoto se convierte en todo un caballero. La sobreprotección y cuidado de Ozaki sobre Makoto, irá despertando en este último un cariño que, poco a poco se convierte en amor, aunque para su sorpresa, Ozaki también lo ama en secreto. Tiene el cabello castaño, tirando al rubio, su ojo derecho es de color verde oscuro, mientras que el izquierdo es de color avellana; su piel es clara y tiene una figura corporal esbelta. |
| Ozaki Junichirou  | Es un hombre de 27 años de edad, cuyo apellido es uno de los más influyentes en Japón. Su padre es el dueño del centro comercial Matsukoshiya, el cual es uno de los más famosos e importantes del país, mientras que él es el dueño de un restaurante central llamado Oushuutei Ozaki Junichirou (lugar en el que conoció a Makoto cuándo este miraba deseoso la comida). Es llamado maestro Ozaki y cuándo acoge a Makoto en su casa, comienza a culturalizarlo para que pueda integrarse en la sociedad. Es de ese modo, que poco a poco, en ese proceso de aprendizaje va enamorándose de Makoto y va descubriéndolo, cuándo su molesto amigo Yoshikawa, comienza a acercarse mucho a él, sintiendo celos, aunque solo llega a descubrirlo por completo al final del capítulo uno, cuándo cree que Makoto va a irse de su lado. El conocer a Makoto va convirtiéndolo en un hombre menos frío, que puede aceptar ampliamente sus sentimientos. Tiene el cabello y ojos negros y siempre va vestido elegantemente.                                                                         |
| Yoshikawa Seishuu | Es el entrometido, molesto y extrovertido amigo de Ozaki. Es una persona intrigante, chismosa y egoísta. Siempre quiere llamar y ser el centro de atención. En el capítulo dos decide viajar a Francia para estudiar arte y comienza una relación con Aoyagi, un abogado frío, con personalidad similar a la de Ozaki al principio de la historia. En el barco en dónde viaja, también van Makoto y Ozaki, quienes van destino a Inglaterra para buscar al padre del primero. En la relación que inicia con el abogado, da a demostrar que también es una persona sensible y capaz de hacer y entregar todo por amor. |
| Aoyagui           | Es un joven y guapo abogado, cuya primera aparición en el manga se da en el capítulo dos. Sostiene una relación sentimental con Yoshikawa y ambos se conocieron cuándo estudiaban en la Universidad Imperial. Desde entonces han tenido una relación muy cercana que finalmente se convierte en una relación amorosa en el capítulo dos. Aoyagui es una persona fría, seria y callada y ese el problema que mantiene su relación con Yoshikawa inestable, a quién no sabe como amar. Aoyagui es más bien una persona difícil de entender, tal y como lo describe Yoshikawa. |
| Taida             | Es un novelista que también tiene su primera aparición en el capítulo dos. Es una persona risueña y amable, aunque también de carácter fuerte. En el viaje a Europa se mantiene muy cercano con Sasahara, quién al parecer pretende tener algo con él. Tiene el cabello largo y usa lentes. |
| Sasahara          | Es un extrovertido médico, cuya primera aparición se da en el capítulo dos. Es muy amigo de Taida, tanto que algunas veces trata de insinuársele. Tiene el cabello ondulado, pero corto. |